# O3b Networks
O3b Networks, Ltd. é um provedor de serviços de comunicações de rede de nova geração e administra atualmente uma frota de dezesseis satélites localizados na órbita terrestre média e com mais onze planejados para serem lançados num futuro próximo, totalizando assim uma frota com 20 satélites operacionais. A rede vai combinar o alcance onipresente de satélite com a velocidade de fibra para fornecer serviços de Internet por satélite e serviços de backhaul móvel para os mercados emergentes. A empresa foi fundada por Greg Wyler em 2007. A sigla "O3b" significa "Outros 3 bilhões", referindo-se a população do mundo onde a Internet de banda larga não está disponível e necessita de ajuda. A O3b é financeiramente apoiado pela SES, Google, HSBC, Liberty Global, Allen & Company, Northbridge Venture Partners, Soroof Internacional, Banco de Desenvolvimento da África Austral, Sofina e Satya Capital.
Depois de inicialmente planejando para serem lançados em 2010, a O3b lançou no dia 25 de junho de 2013 os primeiros quatro de uma frota inicialmente planejada de oito satélites em órbita. No dia 10 de julho de 2014 a O3b lançou com sucesso mais quatro satélites a bordo do foguete Soyuz, da Arianespace, a partir do Centro Espacial de Kourou, na Guiana Francesa. Mais quatro satélites foram lançados no dia 18 de dezembro de 2014, e outros quatro em 9 de março de 2018, completando assim uma frota com dezesseis satélites operacionais, mais onze satélites serão lançados posteriormente, constituindo uma frota com 27 satélites ativos operados pela O3b.
A O3b tem o objetivo de servir principalmente a operadoras móveis e provedores de serviços de Internet, fornecendo voz e dados. A rede é composta hoje com dezesseis satélites baseados em Banda Ka em órbita a uma altitude de 8.000 km, que é menos de um quarto da altitude dos satélites geoestacionários; reduzindo significativamente a latência de satélite. A empresa afirmou que a proximidade dos satélites e seu uso da banda Ka irá significar forte desempenho.